# Clara Furse
Dame Clara Hedwig Frances Furse DBE (geborene Siemens, * 16. September 1957 in Montreal, Kanada) war von 2001 bis 2009 die erste weibliche Geschäftsführerin einer der größten und ältesten Börsen in Europa, der London Stock Exchange.

## Karriere
Clara Furse wurde in Kanada als Tochter niederländischer Eltern geboren und wuchs fünfsprachig in Kolumbien, Dänemark und England auf.
Nach ihrem Ökonomiestudium an der London School of Economics (LSE), begann sie ihre Karriere als Wertpapierhändlerin bei der „Heinold Commodities Ltd.“ in London.
Im Jahr 1983 wechselte Furse zu „Phillips & Drew“. Zwei Jahre später wurde sie Direktorin der Firma und diese fusionierte mit der „Union Bank of Switzerland“ zur heutigen UBS, wo sie 15 Jahre als „Director“, „Executive Director“, „Managing Director“ und „Global Head of Futures“ arbeitete.
1998 übernahm Furse als CEO die Leitung der französischen Großbank „Credit Lyonnaise Rouse“. Dazu war sie von 1992 bis 1999 stellvertretende Vorsitzende der Terminbörse London International Financial Futures and Option Exchange (LIFFE), heute Euronext. Im Dezember 2000 verließ Furse „LIFFE“ und wurde im Februar 2001 die erste weibliche Geschäftsführerin der London Stock Exchange (LSE). Sie sollte die „LSE“ wieder vorwärts bringen, nachdem die Übernahme durch die Deutsche Börse AG im Jahr 2000 geplatzt war. Im Jahr 2005 scheiterten erneute Verhandlungen mit der Deutschen Börse, sodass die Kritik an Clara Furse zunahm. Unter ihrer Leitung schlossen sich 2007 die LSE und die Borsa Italiana S.p.A. mittels Aktientausch im Wert von 1,878 Mrd. Euro zusammen.
Im Jahr 2005 erreichte sie Platz 19 der Zeitschrift Fortune in der Kategorie: Most powerful women in business. 2007 war sie unter den Top 100 der Most Influential People in The World, einer Statistik des Time-Magazines. Im selben Jahr erreichte Furse in einem Ranking des „Wall Street Journals“ in Die Top-Frauen der Wirtschaft Platz sechs.
2008 wurde sie als Dame Commander des Order of the British Empire (DBE) geadelt.
Sie ist verheiratet und hat drei Kinder.